# Oddajnik
Oddajnik je naprava, ki oddaja signal. Uporaba oddajnika je smiselna, če imamo na drugi strani sprejemnik. Skupaj omogočata prenos informacij. Signal je poljubna fizikalna veličina modulirana z informacijo. Najvekrat je fizikalna veličina električni tok, svetloba in elektromagnetni valovi. Elektromagnetnemu oddajniku in sprejemniku rečemo tudi antena. Nekatere antene (na primer od RTV) so javnega značaja. Najbolj znane modulacije so amplitudna (AM) in frekvenčna (FM). Najpogostejša modulacija v radioamaterstvu pa je SSB (single side band). Obstaja tudi več vrst digitalnih modulacij (FSK, PSK, RTTY,...)
Radijski oddajnik z radijskim sprejemnikom tvori radijsko postajo, pri kateri je signal moč oddajati ali sprejemati.

## Pomembnejši RTV oddajniki v Sloveniji
- Krvavec
- Krim
- Kum
- Nanos